# Burni Lang
Burni Lang är ett berg i Indonesien.   Det ligger i provinsen Sumatera Utara, i den västra delen av landet, 1 500 km nordväst om huvudstaden Jakarta. Toppen på Burni Lang är 1 902 meter över havet, eller 428 meter över den omgivande terrängen. Bredden vid basen är 8,6 km.
Terrängen runt Burni Lang är kuperad åt sydost, men åt nordväst är den bergig. Trakten runt Burni Lang är nära nog obefolkad, med mindre än två invånare per kvadratkilometer. I omgivningarna runt Burni Lang växer i huvudsak städsegrön lövskog.